# Người Sumbawa
Người Sumbawa hoặc người Samawa là một nhóm dân tộc sống ở khu vực phía tây và trung tâm của đảo Sumbawa, bao gồm Nhiếp chính Sumbawa và Nhiếp chính Tây Sumbawa. Người Sumbawa tự gọi mình là Tau Samawa.
Người Sumbawa nói tiếng Sumbawa, một ngôn ngữ thuộc Nhóm ngôn ngữ Malay-Sumbawa của Ngữ tộc Malay-Polynesia trong Ngữ hệ Austronesia . Cả người Bima và người Sumbawa đều không có chữ viết riêng. Họ sử dụng bảng chữ của tiếng Bugis và tiếng Malay .
Phần lớn người Sumbawa theo đạo Hồi. Người Sumbawa đã từng thành lập chính phủ của riêng mình và lập ra Vương quốc Sumbawa (Sumbawa Sultanate), tồn tại đến năm 1931..

## Lịch sử
Người Sumbawa sống ở phía tây của đảo Sumbawa và khoảng 38 hòn đảo nhỏ khác. Ở biên giới phía đông, người Sumbawa có quan hệ mật thiết với người Bima. Người Sumbawa có nguồn gốc từ người Austronesia cổ đại đã đến hòn đảo này từ hàng ngàn năm trước.
Vào thế kỷ 14, phần phía tây của đảo Sumbawa được coi là một lãnh thổ phụ thuộc vào vương quốc Java của Majapahit. Sau đó, sự hình thành của Nhiếp chính Tây Sumbawa trở nên phụ thuộc vào Vương quốc Bali. Vào năm 1650-1750, chính các vị vua xứ Tây Sumbawa đã trở thành những người sở hữu các vùng đất tại đảo Lombok gần đó.
Từ thế kỷ 16 người Sumbawa đã được biết đến là nhà cung cấp gỗ thơm quý giá , mật ong, gạo  và ngựa  cho các quốc gia khác trong khu vực Đông Nam Á. Từ năm 1605 họ đã tích cực giao dịch với người Hà Lan. Nhờ các thương nhân Hà Lan ở đảo Sumbawa, người dân địa phương bắt đầu trồng cà phê, mà sau đó trở thành sản phẩm xuất khẩu chính. Vào thế kỷ 19, sự cai trị của người Sumbawa thuộc về các thuộc địa của Hà Lan. Năm 1949, Tây Sumbawa trở thành một phần của Indonesia.